# Потапова, Анастасия Валерьевна
Анастасия Валерьевна Потапова (в девичестве — Таранова) (род. 6 сентября 1985 года, Волгоград) — российская легкоатлетка, специализирующаяся в тройном прыжке. Чемпионка Европы в помещении 2009 года. Двукратная чемпионка России в помещении (2009, 2010).

## Биография
Анастасия Валерьевна Таранова родилась 6 сентября 1985 года в Волгограде, в семье тренера Валерия Таранова (1953—2024), под руководством которого в дальнейшем стала заниматься тройным прыжком. Чемпионка Европы среди юниоров 2003 года. Чемпионка мира среди юниоров 2004 года. Бронзовый призёр молодёжного чемпионата Европы 2007 года. В 2009 году победила на чемпионате Европы в помещении.
В конце 2008 года Анастасия вышла замуж за Дмитрия Потапова, и стала носить двойную фамилию Таранова-Потапова. В 2013 году родила сына, которого назвала Михаил.

## Основные результаты

### Международные
| Год  | Соревнования                    | Место проведения   | Результат | Длина   |
| ---- | ------------------------------- | ------------------ | --------- | ------- |
| 2003 | Чемпионат Европы среди юниоров  | Тампере, Финляндия | 1         | 13,61 м |
| 2004 | Чемпионат мира среди юниоров    | Гроссето, Италия   | 1         | 13,94 м |
| 2005 | Чемпионат Европы среди молодёжи | Эрфурт, Германия   | 5         | 13,77 м |
| 2007 | Чемпионат Европы среди молодёжи | Дебрецен, Венгрия  | 3         | 13,99 м |
| 2009 | Чемпионат Европы в помещении    | Турин, Италия      | 1         | 14,68 м |
| 2010 | Чемпионат мира в помещении      | Доха, Катар        | 4         | 14,40 м |

### Национальные
| Год  | Соревнования                 | Место проведения | Результат | Длина   |
| ---- | ---------------------------- | ---------------- | --------- | ------- |
| 2005 | Чемпионат России в помещении | Волгоград        | 7         | 13,62 м |
| 2006 | Чемпионат России в помещении | Москва           | 10        | 13,62 м |
| 2006 | Чемпионат России             | Тула             | 8         | 13,82 м |
| 2007 | Чемпионат России в помещении | Волгоград        | 4         | 13,71 м |
| 2007 | Чемпионат России             | Тула             | 7         | 13,40 м |
| 2009 | Чемпионат России в помещении | Москва           | 1         | 14,27 м |
| 2009 | Чемпионат России             | Чебоксары        | 6         | 14,10 м |
| 2010 | Чемпионат России в помещении | Москва           | 1         | 14,44 м |
| 2011 | Чемпионат России             | Чебоксары        | 7         | 14,13 м |
| 2012 | Чемпионат России в помещении | Москва           | 7         | 14,00 м |
| 2012 | Чемпионат России             | Чебоксары        | 12        | 13,71 м |
| 2014 | Чемпионат России             | Казань           | 7         | 13,87 м |
| 2015 | Чемпионат России в помещении | Москва           | 5         | 13,67 м |
| 2015 | Чемпионат России             | Чебоксары        | 5         | 13,98 м |
| 2016 | Чемпионат России в помещении | Москва           | 7         | 13,39 м |